# توماس لوفكفيست
توماس لوفكفيست (بالسويدية: Thomas Löfkvist)‏ (و. 1984  م) هو راكب دراجة هوائية، ومدير رياضي ‏ سويدي، ولد في فيسبي، شارك في طواف إسبانيا، والألعاب الأولمبية الصيفية 2004، والألعاب الأولمبية الصيفية 2008، وطواف فرنسا، وسباق طواف فرنسا 2010.

## سباقات أو مراحل فاز بها
| التاريخ        | السباق                            | المركز                                                                                           |
| -------------- | --------------------------------- | ------------------------------------------------------------------------------------------------ |
| 09 أبريل 2004  | سباق حلبة دي لا سارث 2004         | الفائز في التصنيف العام                                                                          |
| 13 أبريل 2004  | باريس-كاممبير 2004                | الثاني في التصنيف العام                                                                          |
| 02 مايو 2004   | Trophée des Grimpeurs 2004        | التاسع في التصنيف العام                                                                          |
| 11 سبتمبر 2004 | تور دي أفينير 2004                |                                                                                                  |
| 13 مارس 2005   | باريس-نايس 2005                   | المرتبة 12 في التصنيف العام، الرابع في تصنيف أفضل شاب                                            |
| 24 يوليو 2005  | سباق طواف فرنسا 2005              | التاسع في تصنيف أفضل شاب                                                                         |
| 18 سبتمبر 2005 | طواف بولندا 2005                  | الرابع في التصنيف العام                                                                          |
| 02 أكتوبر 2005 | 2005 Züri-Metzgete                | الثامن في التصنيف العام                                                                          |
| 12 مارس 2006   | باريس-نايس 2006                   | الثالث في تصنيف أفضل شاب                                                                         |
| 23 يوليو 2006  | سباق طواف فرنسا 2006              | السادس في تصنيف أفضل شاب                                                                         |
| 16 أغسطس 2006  | طواف إينكو 2006                   | العاشر في تصنيف أفضل شاب                                                                         |
| 01 يناير 2007  | طواف لايغويليا 2007               |                                                                                                  |
| 18 مارس 2008   | تيرينو ادرياتيكو 2008             | الأول في تصنيف أفضل شاب، الثالث في التصنيف العام، الخامس في تصنيف النقاط                         |
| 08 يونيو 2008  | 2008 غروسر برايس ديس كانتونس أرجو |                                                                                                  |
| 06 سبتمبر 2008 | دويتشلاند تور 2008                | الأول في تصنيف أفضل شاب، الأول في تصنيف النقاط، الثاني في التصنيف العام، الثاني في تصنيف الجبال  |
| 07 مارس 2009   | مونت باشي ستراد بينك 2009         | الفائز في التصنيف العام                                                                          |
| 17 مارس 2009   | تيرينو ادرياتيكو 2009             | الأول في التصنيف العام، الأول في تصنيف أفضل شاب، الرابع في التصنيف العام، التاسع في تصنيف النقاط |
| 10 أكتوبر 2009 | طواف إيميليا 2009                 |                                                                                                  |
| 10 فبراير 2013 | 2013 تور ميديترانين               | الفائز في التصنيف العام                                                                          |

## روابط خارجية
- توماس لوفكفيست على موقع الاتحاد الدولي للدراجات (الإنجليزية)
- توماس لوفكفيست على موقع أرشيف الدراجات (الإنجليزية)
- توماس لوفكفيست على موقع إحصائيات الدراجات الإحترافية (الإنجليزية)
- توماس لوفكفيست على موقع نسبة الدراجات (الإنجليزية)
- توماس لوفكفيست على موقع CycleBase (الإنجليزية)
- توماس لوفكفيست على موقع أوليمبيديا (الإنجليزية)
- توماس لوفكفيست على موقع اللجنة الأولمبية السويدية (السويدية)